# 永由徳夫
永由 徳夫（ながよし のりお、1965年10月21日 - ）は、日本の学者・教育学者。現在群馬大学准教授。専門は書論・書道史。

## 専門分野
- 書論・書道史研究

## 著書・論文

### 論文
- 「書論『夜鶴庭訓抄』について」 『語学と文学』 第46号: 41〜27頁、2010年03月
- 「『夜鶴庭訓抄』の変遷過程」 『書学書道史研究』 第19号: 41〜52頁、2009年09月
- 「劉向『説苑』（巻一 君道篇）訳注」 『駒場東邦研究紀要』 第37号: 1〜26頁、2009年03月
- 「『資治通鑑』における春申君」 『駒場東邦研究紀要』 第35号: 1〜17頁、2007年03月
- 「南北朝碑の研究－『増補校碑随筆』を中心として－」 『桐朋学園女子部研究紀要』 第19号: 198〜112頁、2004年03月
- 「藤原伊行『夜鶴庭訓抄』の有り様」 『書論』 第33号: 124〜138頁、2003年11月
- 「『夜鶴庭訓抄』の残した足跡」 『書学書道史研究』 第13号: 65〜78頁、2003年09月
- 「胡三省注による『資治通鑑』の解釈 （一）荊軻」 『駒場東邦研究紀要』 第31号: 126〜150頁、2003年03月
- 「『夜鶴庭訓抄』の研究－本邦濫觴期書論への照射－」 『青山杉雨記念賞 第三回 学術奨励論文選』 37〜71頁、2000年12月
- 「漢碑五種の研究－『増補校碑随筆』を中心として－」 『桐朋学園女子部研究紀要』 第15号: 272〜188頁、2000年03月

## 所属学会
- 全国大学国語教育学会
- 日本国語教育学会
- 日本書道学会